# WWE Great Balls of Fire
WWE Great Balls of Fire foi um evento de luta livre profissional produzido pela WWE e transmitido em formato pay-per-view e pelo WWE Network que ocorreu em 9 de julho de 2017 no American Airlines Center na cidade de Dallas, Texas e que contou com a participação dos lutadores do programa Raw. Este foi o primeiro evento da cronologia do Great Balls of Fire e o nono pay-per-view de 2017 no calendário da WWE.

## Antes do evento
Great Balls of Fire teve combates de luta livre profissional de diferentes lutadores com rivalidades e histórias pré-determinadas que se desenvolverão no Raw – programa de televisão da WWE, tal como nos programas transmitido pelo WWE Network – 205 Live e Main Event. Os lutadores interpretaram um vilão ou um mocinho seguindo uma série de eventos para gerar tensão, culminando em várias lutas.
No 15 de maio, o gerente geral Kurt Angle marcou para o Extreme Rules uma luta fatal 5-way Extreme Rules entre Roman Reigns, Seth Rollins, Finn Bálor, Bray Wyatt e Samoa Joe para determinar o desafiante ao Campeonato Universal de Brock Lesnar durante o Great Balls of Fire. Joe venceu o combate e a luta contra Lesnar foi confirmada no mesmo dia.
No Payback, Braun Strowman derrotou Roman Reigns, atacando-o após o combate e novamente no Raw Talk. Reigns retaliou atacando o braço de Strowman com a porta de uma ambulância. No Raw da noite seguinte, Kurt Angle informou que os dois estavam lesionados. No Raw de 8 de maio, Reigns atacou Strowman com uma cadeira durante o evento principal, visando mais uma vez o seu braço. Strowman precisou passar por uma cirurgia e a previsão era que ele ficasse seis meses afastado. No entanto, ele retornou em 19 de junho numa ambulância, custando a Reigns sua luta contra Samoa Joe. Strowman atacou-o e o desafiou para uma luta de ambulância no Great Balls of Fire, a qual foi aceita na semana seguinte.
No Extreme Rules, Alexa Bliss manteve seu Campeonato Feminino contra Bayley. No Raw de 19 de junho, após uma luta entre Nia Jax e Sasha Banks, a retornada Emma confrontou Bliss, levando a uma briga entre elas e Dana Brooke e Mickie James, com Bayley vindo para ajudar Banks. Angle então marcou uma luta gauntlet entre elas no Raw de 26 de junho, com a vencedora ganhando o direito de enfrentar Bliss pelo título no Great Balls of Fire. Banks venceu a luta e o combate contra Bliss foi marcada no mesmo dia.
No Raw de 15 de maio, Seth Rollins estava marcado para enfrentar Bray Wyatt antes da luta fatal 5-way Extreme Rules. No entanto, Wyatt não acreditava que Rollins ganharia e nem poderia derrotar Lesnar. Rollins respondeu, chamou Wyatt de medroso, e ganhou a luta entre eles depois da interferência de Samoa Joe. No Raw de 5 de junho, Rollins lutou contra Joe e perdeu depois que a música de Wyatt tocou durante o combate. Na semana seguinte, Rollins enfrentou Wyatt, chamou-o de covarde e perguntou se a razão pela qual a Wyatt lhe custara o confronto era devido ele anteriormente ter o chamado de medroso. Wyatt, afirmando ser um deus, disse que, embora Rollins tenha matado um rei, ele não poderia matá-lo. No Raw de 19 de junho, quando Rollins anunciou que seria a capa do WWE 2K18, ele foi interrompido por Wyatt e os dois se atacaram. No episódio de 26 de junho, Wyatt desafiou Rollins para uma luta no Great Balls of Fire, que Rollins aceitou.
No episódio de 6 de junho do 205 Live, Titus O'Neil tentou fazer Akira Tozawa se juntar ao seus grupo de lutadores, "The Titus Brand" (mais tarde chamado "Titus Worldwide"). No Raw de 12 de junho, Titus anunciou a Tozawa os benefícios de se associar com ele, fazendo ele testemunhar Apollo Crews, outro lutador gerenciado por ele, derrotar Kalisto. Titus continuou a tentar recrutar Tozawa na noite seguinte no 205 Live e no Raw seguinte, depois que ele derrotou TJP. O campeão dos Pesos-Médios, Neville, então queixou-se de ser desrespeitado por Tozawa. Titus respondeu que Tozawa poderia vencer vencê-lo e, com sua ajuda, se tornaria campeão. No Raw de 26 de junho, Titus informou a Neville e Tozawa que negociou uma luta pelo título entre os dois no Great Balls of Fire. O combate foi movido para o pré-show do evento no 205 Live de 5 de julho.
No Raw de 22 de maio, Enzo Amore foi encontrado inconsciente nos bastidores depois de ser atacado. Com o fato se repetindo novamente na semana seguinte, os Revival (Dash Wilder e Scott Dawson) se tornaram suspeitos. O comentarista Corey Graves disse que talvez Big Cass estivesse por atrás dos ataques, mas ele negou. No Raw de 5 de junho, Cass foi encontrado nocauteado nos bastidores. Devido a isso, Enzo teve que encontrar outro parceiro para uma luta contra Luke Gallows e Karl Anderson. Big Show foi seu parceiro e os dois venceram. Mais tarde nos bastidores, Cass confrontou Show. Na semana seguinte, Cass foi novamente encontrado inconsciente, mas ainda competiu com Enzo contra Gallows e Anderson, mas desta vez saíram derrotados. Gallows e Anderson tentaram atacar Enzo, mas Show os salvou e abraçou Enzo, enquanto Cass observava. Enzo confrontou Show, perguntando se ele tinha alguma coisa a ver com o ataque de Cass, mas ele negou e se afastou. No Raw de 19 de junho, Kurt Angle fez uma reunião sobre os ataques. Após Show ser interrogado, Graves mostrou imagens da câmera de vigilância, onde foi mostrado que Cass encenou seu próprio ataque. Cass então admitiu que ele estava realmente por atrás dos ataques a Enzo e afirmou que estava cansado dele, o qual também era o motivo para eles nunca terem ganho um título de duplas. Depois ele atacou Enzo. Na semana seguinte, Enzo buscou explicações, mas Cass o enganou e mais uma vez o atacou. No Raw de 3 de julho, Angle marcou uma luta entre eles no Great Balls of Fire.
No Extreme Rules, The Miz derrotou Dean Ambrose para ganhar seu sétimo Campeonato Intercontinental. Na noite seguinte, Ambrose exigiu sua revanche, mas Miz negou. No entanto, Angle concedeu a Ambrose uma luta pelo título no Great Balls of Fire durante o Raw de 3 de julho. Em outra rivalidade menor, Angle marcou uma luta Iron Man de 30 minutos pelo Campeonato de Duplas do Raw entre os campeões Cesaro e Sheamus contra os Hardy Boyz (Jeff e Matt).